# هویل ۸۰۷۷
سیارک ۸۰۷۷ (به انگلیسی: 8077 Hoyle، نامگذاری:1986AW2) هشت هزار و هفتاد و هفتمین سیارک کشف شده‌است که در ۱۲ ژانویه ۱۹۸۶ کشف شد.
قدر مطلق سیارک برابر ۱۲٫۹۰ است.
این سیارک به نام فرد هویل نام‌گذاری شده است.